# Suzanne Tremblay (femme politique québécoise)
Pour la femme politique fédérale, voir Suzanne Tremblay (femme politique canadienne).
Suzanne Tremblay, née en 1977 à Chicoutimi-Nord, est une enseignante et femme politique québécoise. Elle est élue comme députée à l'Assemblée nationale lors des élections provinciales de 2022 dans la circonscription de Hull, succédant ainsi à la députée libérale Maryse Gaudreault.

## Biographie
Suzanne Tremblay est née en 1977 à Chicoutimi-Nord. Elle obtient un diplôme d'études collégiales au Cégep de Chicoutimi en 1996, puis un baccalauréat en enseignement des mathématiques et de l'informatique à l'Université du Québec à Hull en 2000.
Elle enseigne l'informatique à l'école polyvalente de l'Érablière de 2000 à 2002, puis les sciences à l'école polyvalente Nicolas-Gatineau de 2002 à 2016. En 2016, elle devient présidente du Syndicat de l'enseignement de l'Outaouais.
Le 12 août 2022, elle se présente comme candidate de la Coalition avenir Québec dans la circonscription de Hull aux élections générales québécoises de 2022. Le 3 octobre 2022, elle défait la libérale Maryse Gaudreault qui sollicitait un sixième mandat, et dévient la députée de Hull à l'Assemblée nationale
Elle est nommée adjointe gouvernementale au ministre de l'Éducation Bernard Drainville le 4 novembre 2022.

## Résultats électoraux
|                                                                                               | Nom                          | Parti            | Nombre de voix | %      | Maj.  |
| --------------------------------------------------------------------------------------------- | ---------------------------- | ---------------- | -------------- | ------ | ----- |
|                                                                                               | Suzanne Tremblay             | Coalition avenir | 11 060         | 34,6 % | 2 784 |
|                                                                                               | Maryse Gaudreault (sortante) | Libéral          | 8 276          | 25,9 % | -     |
|                                                                                               | Mathieu Perron-Dufour        | Québec solidaire | 6 623          | 20,7 % | -     |
|                                                                                               | Camille Pellerin-Forget      | Parti québécois  | 3 122          | 9,8 %  | -     |
|                                                                                               | Lise Couture                 | Conservateur     | 2 189          | 6,9 %  | -     |
|                                                                                               | Rachid Jemmah                | Vert             | 655            | 2,1 %  | -     |
| Total                                                                                         | Total                        | Total            | 31 925         | 100 %  |       |
| Le taux de participation lors de l'élection était de 57,9 % et 375 bulletins ont été rejetés. |                              |                  |                |        |       |